# Plínio de Castro
Plínio de Castro (Palmeira das Missões, 29 de julho de 1961) é um produtor agropecuário e político brasileiro.
Filho de Varzumiro Soares da Silva e de Christina de Castro e Silva. Casou com Zaira da Silva Câmara.
Pelo Partido Progressista (PP), Concorreu duas vezes ao cargo de deputado estadual para a Assembleia Legislativa de Santa Catarina pelo Partido Progressista (PP), ficando como suplente em ambas, sendo convocado nas duas legislaturas. Na 16ª Legislatura (2007-2011) recebeu 16.426 votos, e na 17ª Legislatura (2011-2015) obteve 20.157 votos.